# Gastrodes
Gastrodes är ett släkte av insekter. Enligt Catalogue of Life ingår Gastrodes i familjen Rhyparochromidae, men enligt Dyntaxa är tillhörigheten istället familjen fröskinnbaggar.
Kladogram enligt Catalogue of Life och Dyntaxa:
| Gastrodes | \| \| grankottskinnbagge \| \| \| \| \| \| Gastrodes arizonensis \| \| \| \| \| \| Gastrodes conicola \| \| \| \| \| \| Gastrodes grossipes \| \| \| \| \| \| Gastrodes intermedius \| \| \| \| \| \| Gastrodes pacificus \| \| \| \| \| \| Gastrodes walleyi \| \| \| \| |
|           | \| \| grankottskinnbagge \| \| \| \| \| \| Gastrodes arizonensis \| \| \| \| \| \| Gastrodes conicola \| \| \| \| \| \| Gastrodes grossipes \| \| \| \| \| \| Gastrodes intermedius \| \| \| \| \| \| Gastrodes pacificus \| \| \| \| \| \| Gastrodes walleyi \| \| \| \| |
|           | grankottskinnbagge |
|           | |
|           | Gastrodes arizonensis |
|           | |
|           | Gastrodes conicola |
|           | |
|           | Gastrodes grossipes |
|           | |
|           | Gastrodes intermedius |
|           | |
|           | Gastrodes pacificus |
|           | |
|           | Gastrodes walleyi |
|           | |

## Bildgalleri

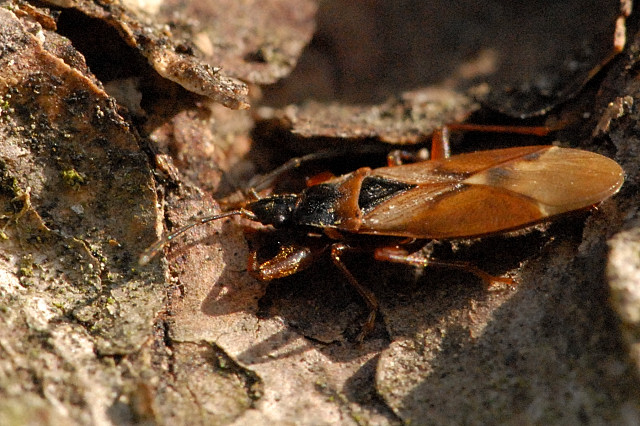
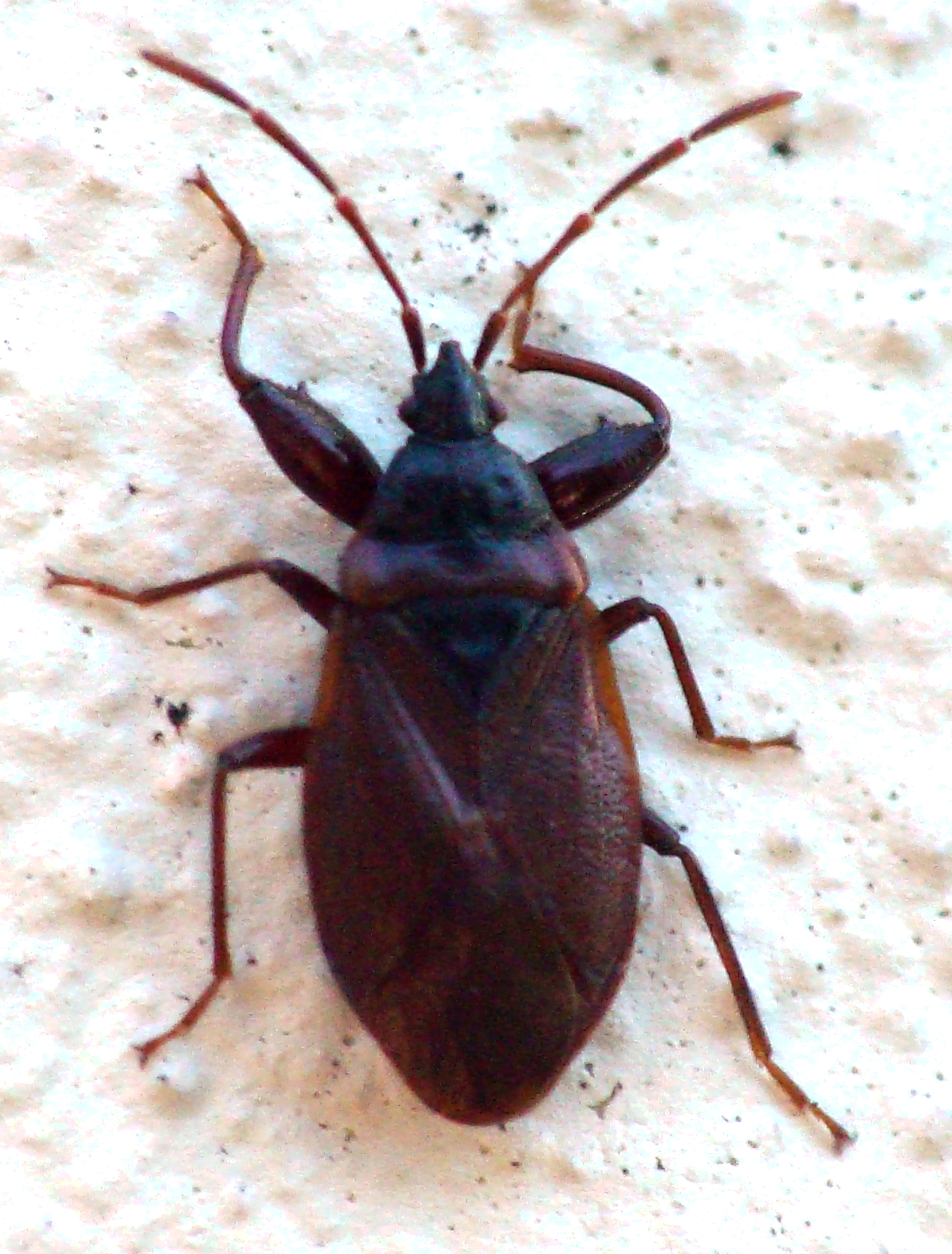
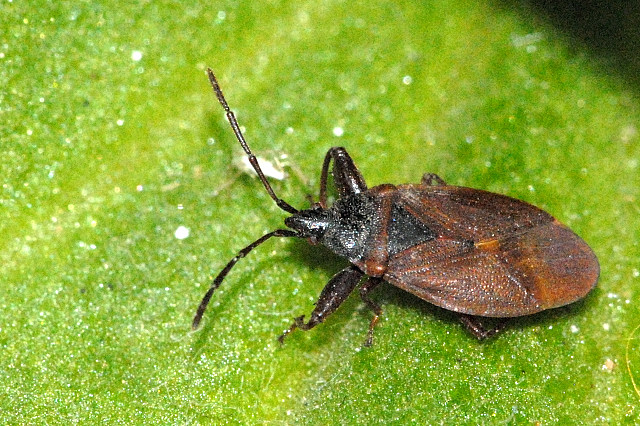